# Punta Mabus
Punta Mabus es un punto localizado en la costa de la Antártida que se encuentra justo al sur de las islas Haswell, marca el límite este de la bahía McDonald. Fue cartografiado por primera vez en la Expedición Antártica Australasiana de 1911 a 1914, a cargo de Douglas Mawson y G.D. Blodgett. En 1955 a partir de fotografías aéreas tomadas durante la operación Highjump de la Armada de los Estados Unidos de 1946 a 1947. El punto fue nombrado por el Comité Asesor sobre Nombres Antárticos en honor al teniente comandante Howard W. Mabus, oficial ejecutivo a cargo del rompehielos USCGC Edisto, que fue clave al brindar apoyo a la Armada en la Operación Windmill, en el establecimiento de estaciones de control astronómico a lo largo de la costa de 1947 a 1948. La Punta Mabus posteriormente se convirtió en el lugar de la estación científica soviética Mirny.
El pasaje Ob es un pasaje de 0.4 millas náuticas (0.7 km) de ancho entre la Punta Mabus y la cercana isla Khmary.